# Cholet
Cholet je mesto in občina v zahodni francoski regiji Loire, podprefektura departmaja Maine-et-Loire. Leta 1999 je mesto imelo 54.204 prebivalce.

## Geografija
Mesto leži v zahodni Franciji na desnem bregu reke Moine.

## Administracija
Cholet je sedež treh kantonov:
- Kanton Cholet 1 (del občine Cholet, občini Saint-Léger-sous-Cholet, La Séguinière: 26.307 prebivalcev),
- Kanton Cholet 2 (del občine Cholet, občine Les Cerqueux, Chanteloup-les-Bois, Maulévrier, Mazières-en-Mauges, Nuaillé, Toutlemonde, Trémentines, Vezins, Yzernay: 25.123 prebivalcev),
- Kanton Cholet 3 (del občine Cholet, občini Saint-Christophe-du-Bois, La Tessoualle: 27.672 prebivalcev).

Mesto je prav tako sedež okrožja, v katerega so poleg njegovih vključeni še kantoni Beaupréau, Champtoceaux, Chemillé, Montfaucon-Montigné, Montrevault in Saint-Florent-le-Vieil s 183.478 prebivalci.

## Zgodovina
Cholet je za svoj vzpon in dvig blagostanja dolžan naselitvi skupine tkalcev v 17. stoletju. V času francoske revolucije (Vendejska vstaja 1793) je bil močno poškodovan, tako da je bil še nekaj let zatem skoraj brez prebivalcev.

## Znamenitosti
- Cerkev sv. srca Jezusovega,
- Notredamska cerkev,
- Ljudski vrt zavzema območje starega gradu.
- V njegovi bližini se nahajajo številni megalitski spomeniki.
- Muzej tekstila,
- Muzej umetnosti in zgodovine.

## Pobratena mesta
- Araya (Libanon),
- Denia (Španija),
- Dorohoi (Romunija),
- Oldenburg (Nemčija),
- Sao (Burkina Faso),
- Solihull (Združeno kraljestvo)